# Convention de Pardo
Ne doit pas être confondu avec Traité d'El Pardo (1778).

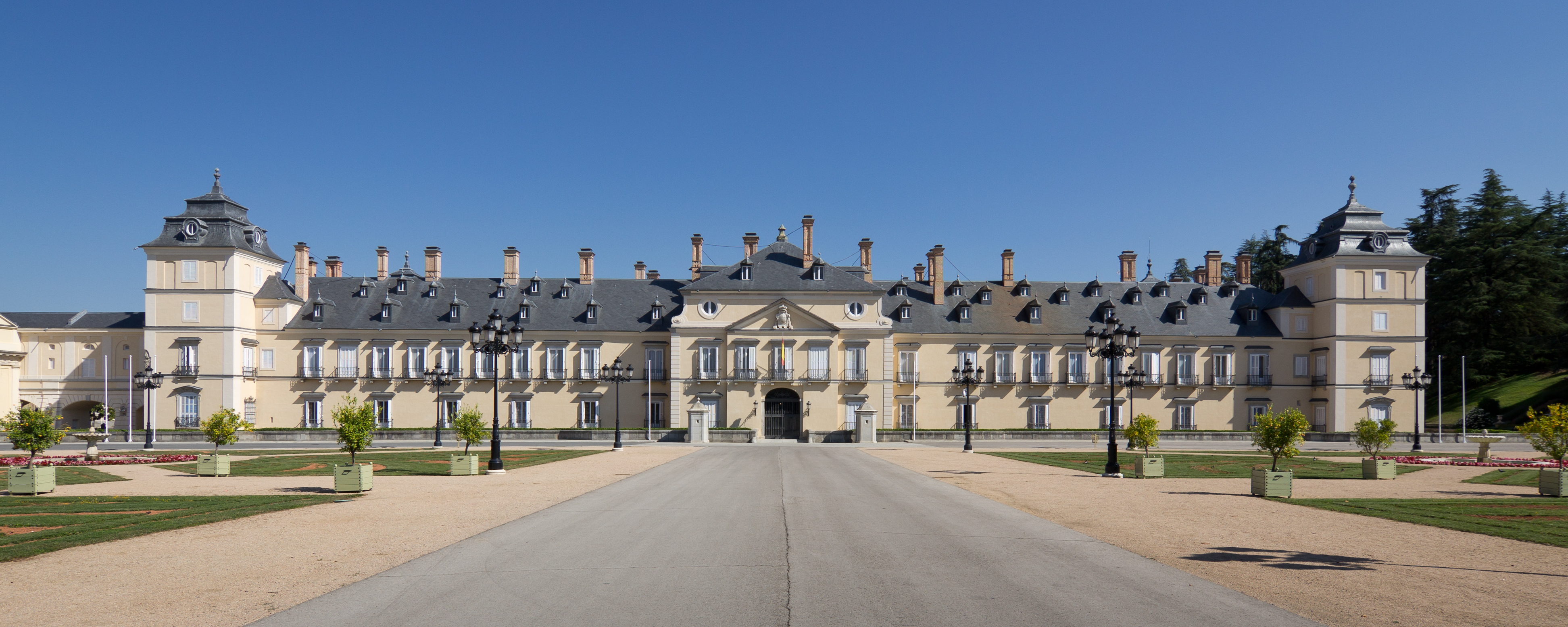
Le palais du Pardo.

La Convention de Pardo fut un traité signé en 1739 entre la Grande-Bretagne et l'Espagne, dont l'objectif était de trouver une solution aux questions de contrebande, de l'Asiento et de la liberté de navigation, questions qui avaient induit des relations conflictuelles entre les deux États au cours des décennies précédentes. Il fut conclu afin de prévenir une éventuelle guerre. Mais l'Angleterre déclarera cependant la guerre à l'Espagne le 30 octobre 1739. Il est également connu sous le nom de Traité de Pardo ou de Convention d'El Pardo.

## Sources
- Mably, Du droit public de l'Europe fondé sur les traités, Genève, 1764, t. III, chap. XIV.
- Browning, Reed. The Duke of Newcastle. Yale University Press, 1975.
- Rodger, N. A. M. The Command of the Ocean: A Naval History of Britain, 1649-1815.
- Simms, Brendan. Three Victories and a Defeat: The Rise and Fall of the First British Empire. Penguin Books, 2008.